# Vụ Nguyên
Vụ Nguyên (giản thể: 婺源县; phồn thể: 婺源縣; bính âm: Wùyuán Xiàn)) là một huyện thuộc địa cấp thị Thượng Nhiêu, tỉnh Giang Tây, Cộng hòa Nhân dân Trung Hoa. Huyện này có diện tích 2947 ki-lô-mét vuông, dân số năm 1999 là 325 695 người. Mã số bưu chính là 333200, mã vùng điện thoại là 0793. Chính quyền huyện đóng ở trấn Tử Dương. 

## Hành chính
Huyện Vụ Nguyên được chia ra làm 17 đơn vị hành chính cấp hương, gồm 1 nhai đạo, 10 trấn và 6 hương. 
- Nhai đạo: Nhiêm Thành (蚺城街道)
- Trấn: Tử Dương (紫阳镇), Thanh Hoa (清华镇), Thu Khẩu (秋口镇), Giang Loan (江湾镇, Tư Khẩu (思口镇), Phú Xuân (赋春镇), Trấn Đầu (镇头镇), Thái Bạch (太白镇), Trung Vân (中云镇), Hứa Thôn (许村镇)
- Hương: Khê Đầu (溪头乡), Đoạn Sân (段莘乡), Chiết Nguyên (浙源乡), Đà Xuyên (沱川乡), Đại Chướng Sơn (大鄣山乡), Trân Châu Sơn (珍珠山乡)